# Szermierka na Letnich Igrzyskach Olimpijskich 1976
Szermierka na XXI Letnich Igrzyskach Olimpijskich w Montrealu odbywała się w dniach 20-29 lipca 1976 roku. Zawody rozegrano na hali sportowej Stade d’Hiver.

## Klasyfikacja medalowa
| Lp. | Państwo    | złoto | srebro | brąz | Razem |
| --- | ---------- | ----- | ------ | ---- | ----- |
| 1   | ZSRR       | 3     | 2      | 2    | 7     |
| 2   | RFN        | 2     | 2      | 0    | 4     |
| 3   | Włochy     | 1     | 3      | 0    | 4     |
| 4   | Węgry      | 1     | 0      | 2    | 3     |
| 5   | Szwecja    | 1     | 0      | 0    | 1     |
| 6   | Francja    | 0     | 1      | 2    | 3     |
| 7   | Rumunia    | 0     | 0      | 1    | 1     |
| 7   | Szwajcaria | 0     | 0      | 1    | 1     |

## Medaliści

### Mężczyźni
| Złoto                                                                                           | Srebro | Brąz                                                                                                   |
| Floret                                                                                          | | |
| Fabio Dal Zotto                                                                                 | Aleksandr Romankow                                                                                          | Bernard Talvard                                                                                        |
| RFN Thomas Bach · Harald Hein · Klaus Reichert · Matthias Behr · Erk Sens-Gorius                | Włochy Carlo Montano · Fabio Dal Zotto · Stefano Simoncelli · Giovanni Battista Coletti · Attilio Calatroni | Francja Daniel Revenu · Christian Noël · Didier Flament · Bernard Talvard · Frédéric Pietruszka        |
| Szpada                                                                                          | | |
| Alexander Pusch                                                                                 | Jürgen Hehn                                                                                                 | Győző Kulcsár                                                                                          |
| Szwecja Carl von Essen · Hans Jacobson · Rolf Edling · Leif Högström · Göran Flodström          | RFN Jürgen Hehn · Volker Fischer · Alexander Pusch · Reinhold Behr · Hanns Jana                             | Szwajcaria Daniel Giger · Christian Kauter · Michel Poffet · François Suchanecki · Jean-Blaise Evéquoz |
| Szabla                                                                                          | | |
| Wiktor Krowopuskow                                                                              | Władimir Nazłymow                                                                                           | Wiktor Sidiak                                                                                          |
| ZSRR Wiktor Sidiak · Władimir Nazłymow · Wiktor Krowopuskow · Michaił Burcew · Eduard Winokurow | Włochy Mario Aldo Montano · Mario Tullio Montano · Michele Maffei · Tommaso Montano · Angelo Arcidiacono    | Rumunia Dan Irimiciuc · Ioan Pop · Marin Mustață · Cornel Marin · Alexandru Nilca                      |

### Kobiety
| Złoto                                                                                           | Srebro | Brąz |
| Floret                                                                                          | | |
| Ildikó Schwarczenberger-Tordasi                                                                 | Maria Consolata Collino | Jelena Biełowa |
| ZSRR Jelena Biełowa · Walentina Sidorowa · Olga Kniaziewa · Naila Gilazowa · Walentina Nikonowa | Francja Brigitte Latrille-Gaudin · Brigitte Gapais-Dumont · Christine Muzio · Véronique Trinquet · Claudette Herbster-Josland | Węgry Ildikó Schwarczenberger-Tordasi · Ildikó Újlaky-Rejtő · Ildikó Farkasinszky-Bóbis · Magda Maros · Edit Kovács |

## Uczestnicy
W zawodach udział wzięło 281 szermierzy z 34 krajów:
- Argentyna (7)
- Australia (3)
- Austria (5)
- Belgia (4)
- Brazylia (1)
- Bułgaria (5)
- Chile (1)
- Czechy (3)
- Dania (1)
- Francja (18)
- Finlandia (4)
- Hongkong (4)
- Iran (13)
- Izrael (1)
- Japonia (8)
- Kanada (13)
- Kuba (13)
- Kuwejt (4)
- Luksemburg (2)
- NRD (1)
- Norwegia (5)
- Paragwaj (1)
- Polska (18)
- Portoryko (1)
- Rumunia (18)
- Szwecja (7)
- Szwajcaria (6)
- Stany Zjednoczone (18)
- Tajlandia (5)
- Węgry (18)
- Wielka Brytania (18)
- Włochy (18)
- RFN (16)
- ZSRR (18)